# Toritos de Cayey
I Toritos de Cayey sono stati una società cestistica avente sede a Cayey, a Porto Rico. Fondati nel 2002, hanno giocato nel campionato portoricano. Si sono sciolti nel 2004.